# Spurkranz

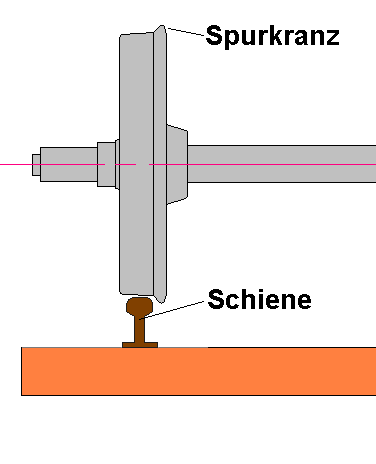
Spurkranz

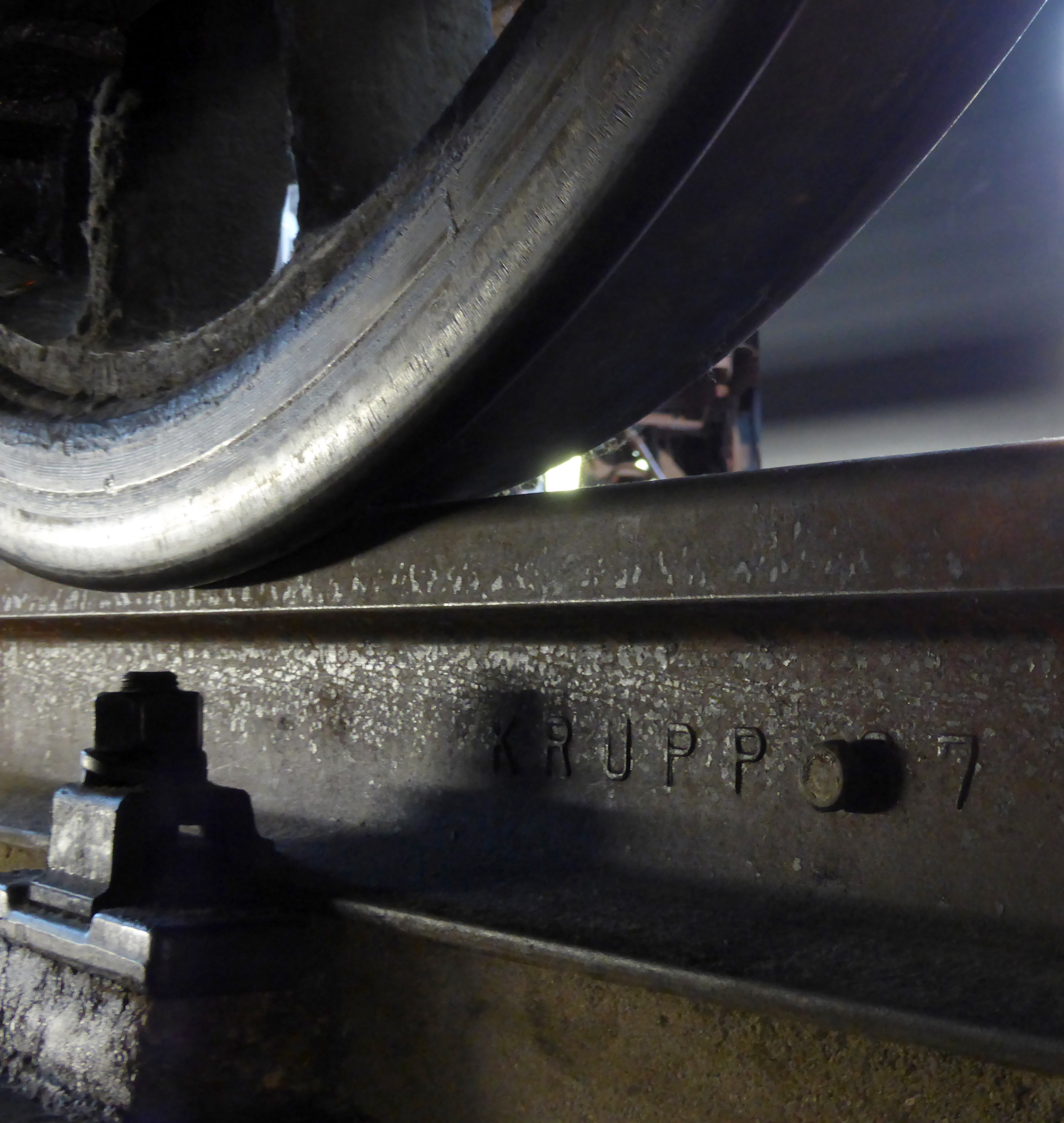
Schiene und Spurkranz, Sicht von der Innenseite

Der Spurkranz ist ein etwa drei Zentimeter hoher vertikaler Wulst, der sich an der zur Mitte des Gleises gerichteten Seite der Räder moderner Schienenfahrzeuge befindet. Der Spurkranz stellt die  Spurführung sicher, wenn die Konizität der Räder und die Fahrflächenneigung der Schiene nicht ausreichen, um den Radsatz im Spurkanal zu führen. Nur in engen Gleisbögen wirkt der Spurkranz als nahezu formschlüssiger Anschlag, der die Spurführung aufrechterhält.  

## Aufbau
Profil: An die Spurkranzkuppe schließt sich die in der Regel um 70 Grad geneigte Spurkranzflanke an, bevor der Spurkranz über die Hohlkehle in die Lauffläche übergeht.
Die Gesamtheit der beiden Räder mit Spurkränzen, der mit ihnen fest verbundenen Radsatzwelle und gegebenenfalls den Bremsscheiben heißt Radsatz. Der Abstand der beiden Spurkränze eines Radsatzes wird Spurmaß genannt.
Durch die Spurkränze wird das Spurspiel, innerhalb dessen sich das Eisenbahnfahrzeug in Querrichtung bewegen kann, jeweils durch einen Spurkranzanlauf begrenzt, also durch das Anlaufen eines Spurkranzes an den inneren Schienenkopf. Dadurch wird vor allem bei niedrigen Geschwindigkeiten eine sichere Spurführung gewährleistet.
Um in Kurven Geräuschentwicklungen und übermäßigen Verschleiß des Spurkranzes durch das Anlaufen an die Flanke der Schiene zu vermeiden, verfügen viele Lokomotiven, Steuerwagen und Triebzüge über Einrichtungen zur Spurkranzschmierung.

## Sonderausführungen
Die Wagen von Standseil- und Bergbahnen mit zungenlosen Abtschen Weichen erhalten asymmetrische Radsätze mit je einem Doppelflanschrad mit zwei Spurkränzen. Das gegenüberliegende Rad ist spurkranzlos und wegen des erforderlichen Überlaufens der Schienenlücken für die Seilführung deutlich breiter, es ähnelt einer Walze.
Räder für Kranbahnen, Einschienenbahnen, Hängebahnen wie der Wuppertaler Schwebebahn oder Seilbahnen haben Räder mit beidseitigen Spurkränzen. Doppelspurkranzräder galten bei der 1884 entwickelten Spaldingbahn und anderen pferdebetriebenen Feldbahnen als vorteilhaft, um ein Aufweiten der Spurweite zu vermeiden, aber sie erforderten aufwändige Bahnübergänge und Schlepp- oder Kletterweichen mit ebenfalls aufwändigen Herzstückkonstruktionen. Auch im Netz der Mecklenburg-Pommerschen Schmalspurbahn wurden zu Anfang Radsätze mit Doppelflanschrädern verwendet.